# Prima battaglia di Mesilla
La battaglia di Mesilla, combattuta nel luglio 1861, è stato un episodio della guerra di secessione americana durante la quale i confederati sconfissero le forze dell'Unione nei pressi di Mesilla (nell'attuale stato del Nuovo Messico).

## Contesto
A seguito della secessione del Texas del febbraio 1861, un battaglione di fucilieri texani sotto il comando del tenente colonnello John R. Baylor venne inviato ad occupare le fortezze situate lungo la frontiera texana che erano state abbandonate dall'esercito nordista.
Il colonnello Earl Van Dorn, comandante delle forze sudiste in Texas, concesse inoltre a Baylor di avanzare nel Nuovo Messico e attaccare le fortezze dell'Unione lungo il Rio Grande.
Nella notte del 23 luglio 1861 Baylor arrivò a Mesilla e si preparò per lanciare un attacco a sorpresa. Un disertore confederato però informò il comandante di Fort Fillmore, il maggiore Isaac Lynde del piano. Il 25 luglio Lynde decise dunque di lasciare a guardia del forte un piccolo contingente e di guidare 380 uomini verso Baylor per scacciarlo dal villaggio.

## La battaglia
Lynde chiese a Baylor di arrendersi e quando questi rifiutò aprì il fuoco e ordinò un attacco. L'offensiva nordista venne però respinta e Lynde fu costretto a ritirarsi nel forte.
Al tramonto Baylor, ottenuto rinforzi, si preparò ad attaccare e Lynde dovette abbandonare il forte non prima di aver distrutto le munizioni e i viveri che vi erano depositati.
Lynde attraverso le Organ Mountains trovò riparo a Fort Stanton.

## Conseguenze
Il 1º agosto 1861, a seguito della vittoria a Mesilla, Baylor proclamò la creazione del Territorio del Nuovo Messico a sud del 34º parallelo nord. Baylor si autonominò governatore militare del nuovo territorio e stabilì la legge marziale.